# Gorges du Verdon
De Gorges du Verdon of de Grand Canyon du Verdon is een kloof op de grens van de departementen Var en Alpes-de-Haute-Provence in het zuiden van Frankrijk. Deze op 1 na grootste kloof van Europa (na de Tarakloof in Montenegro) is uitgesleten door de Verdon over een lengte van 25 km.

## Ligging
De kloof bevindt zich in het regionaal natuurpark Verdon van 180.000 hectare tussen Castellane en Moustiers-Sainte-Marie, bekend om het faience, een soort aardewerk dat gekenmerkt wordt door zijn glazuurdecoratie.
De kloof is een belangrijke toeristische trekpleister en eindigt in het stuwmeer van Sainte-Croix. Met de aanleg van dit meer werd in 1973 begonnen, in 1975 werd het gevuld. Het meer is 14 km lang en 2 km breed. Het dorp Les Salles-sur-Verdon verdween door de aanleg van dit meer en werd op de oostelijke oever weer opgebouwd.

## Toerisme
De rotswanden van de Gorges du Verdon zijn tot wel 700 m hoog en trekken veel toeristen. Aan beide zijden lopen autoroutes met uitzichtpunten over de kloof. Ten noorden van de rivier de Verdon is dit de Route des Crêtes, ten zuiden van de Verdon de Corniche Sublime.
Het is een geliefd gebied bij bergbeklimmers en natuurliefhebbers. Er ligt ruim 100 kilometer aan wandelpaden, waaronder het beroemde Martelpad. Dit vijftien kilometer lange pad van het chalet de la Maline naar de Samson Passage is genoemd naar de Franse speleoloog Édouard-Alfred Martel. Hij maakte in 1905 als eerste de tocht over de bodem van de kloof. Aan hem dankt de kloof de bijnaam Grand Canyon du Verdon. Van hem is namelijk het citaat: "De kloof van de Verdon is de meest Amerikaanse van alle Franse ravijnen. Dat houd ik vol na de Grand Canyon gezien te hebben."
Enkele uitzichtpunten zijn:
- Balcons de la Mescla
- Pont de l'Artuby
- Les Cavaliers
- Point Sublime
- Belvédère du Couloir Samson
- Belvédère du Pas de la Baou
- Pont de Soleils

Er zijn diverse roofvogels uitgezet, waaronder de vale gier. De gieren waren hier eerder uitgestorven.

## Galerij

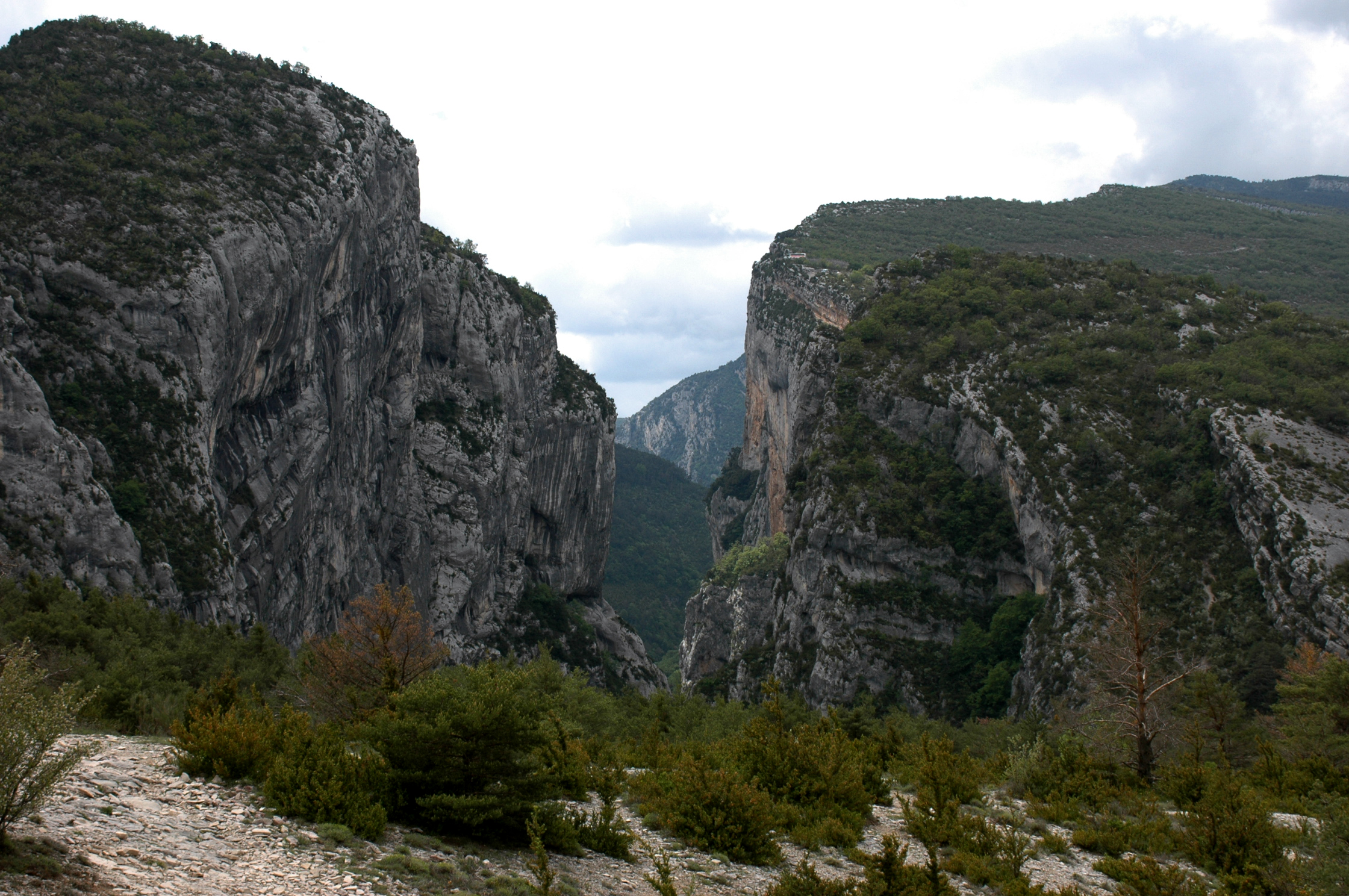
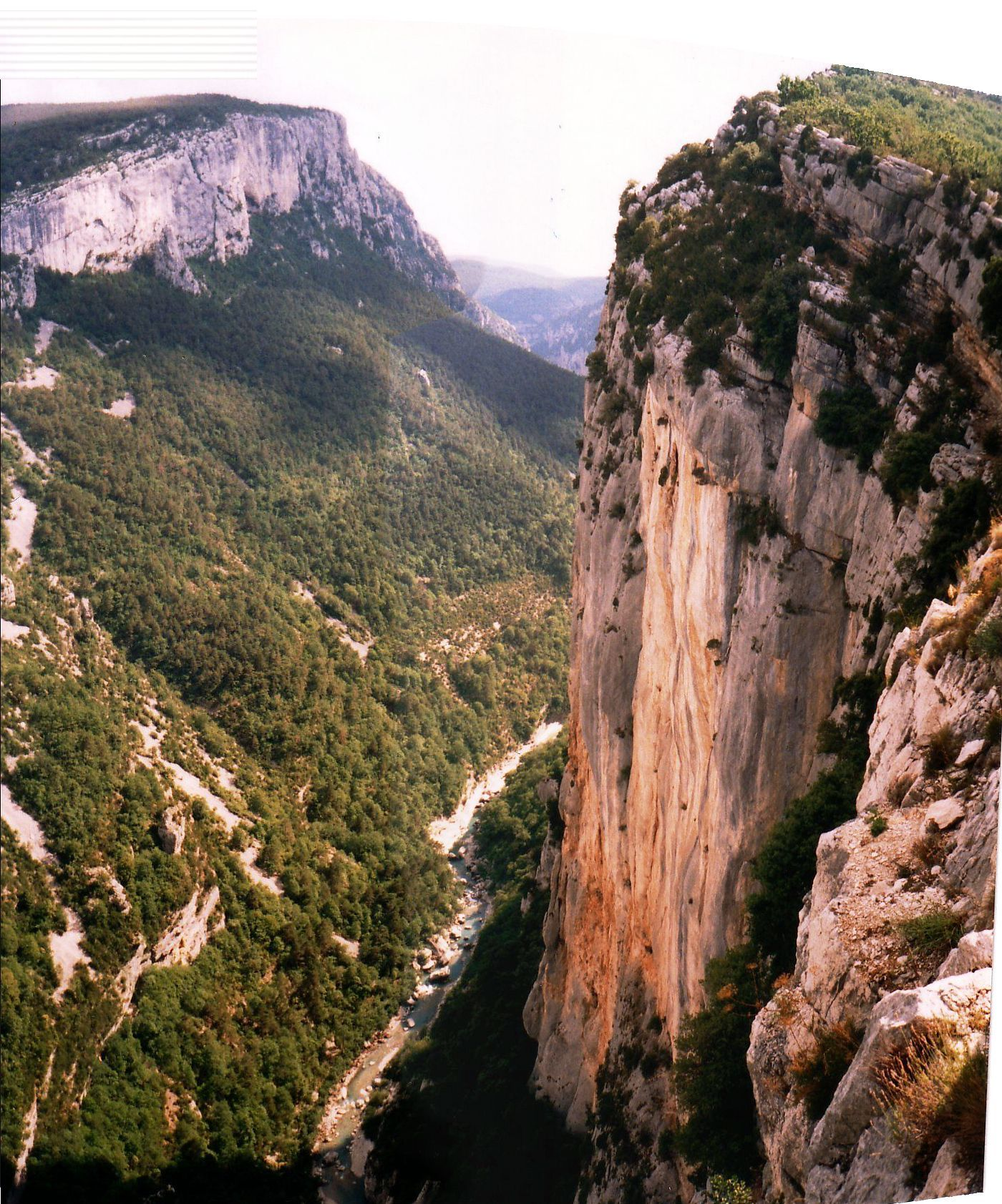
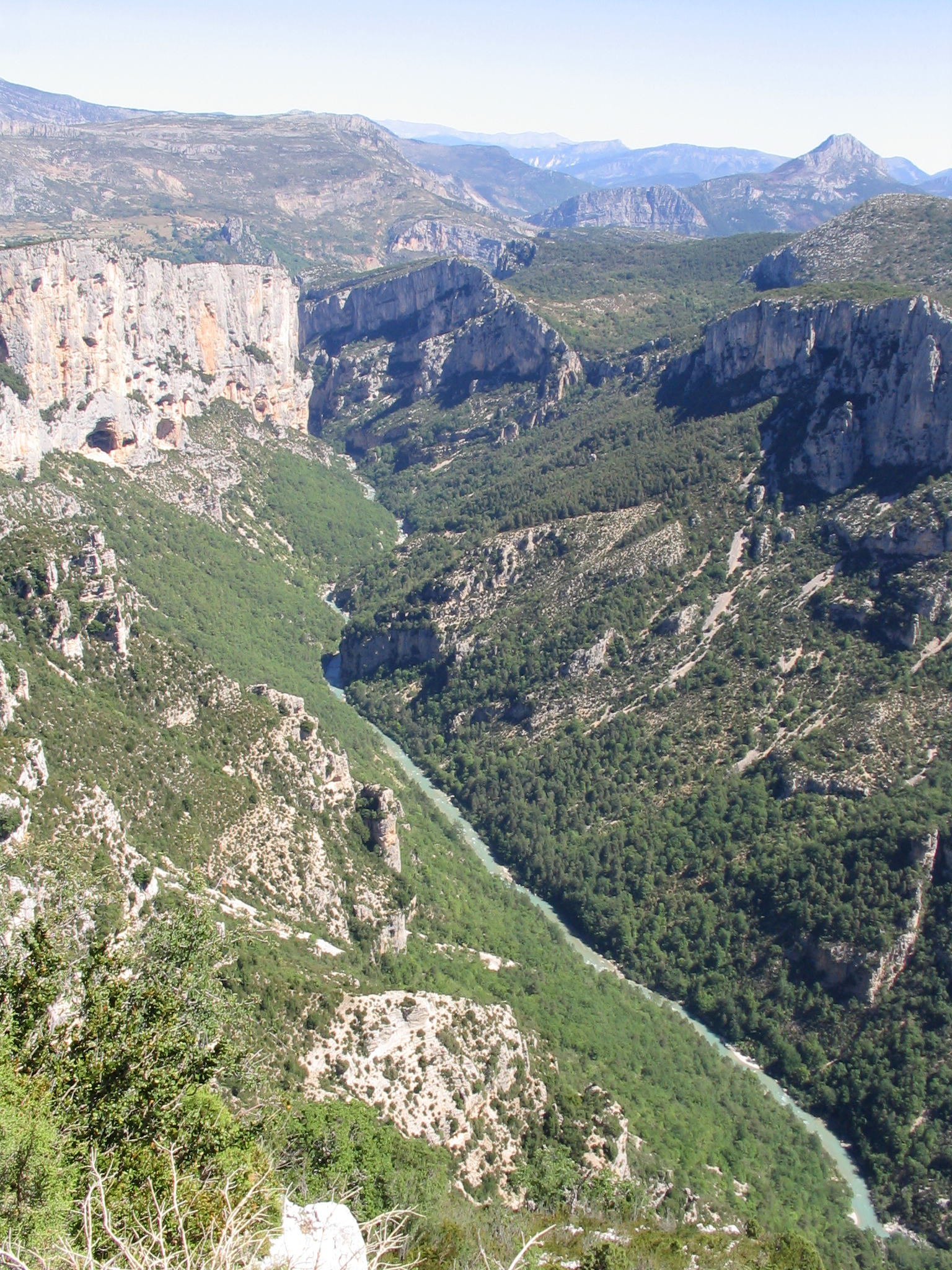
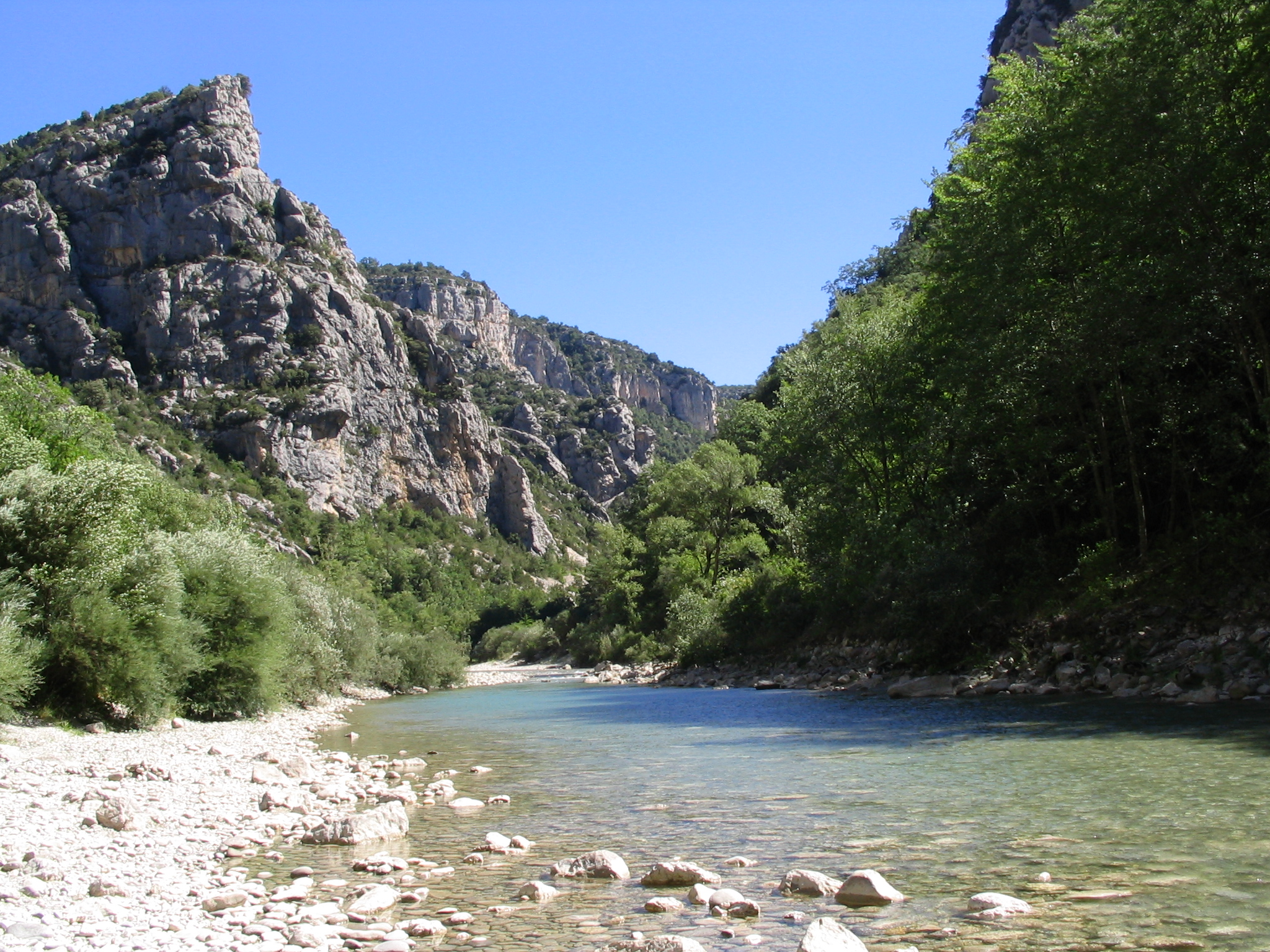
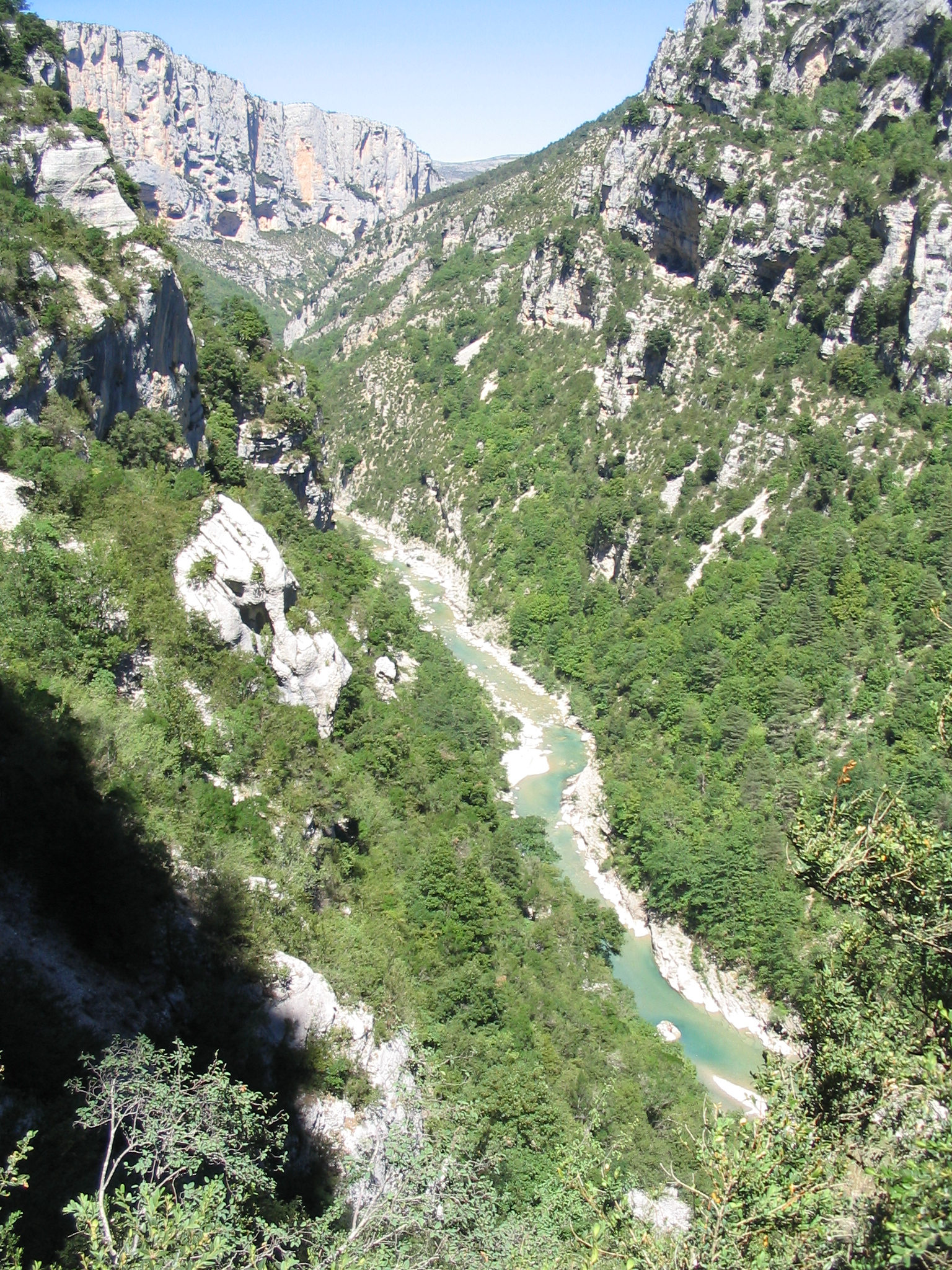
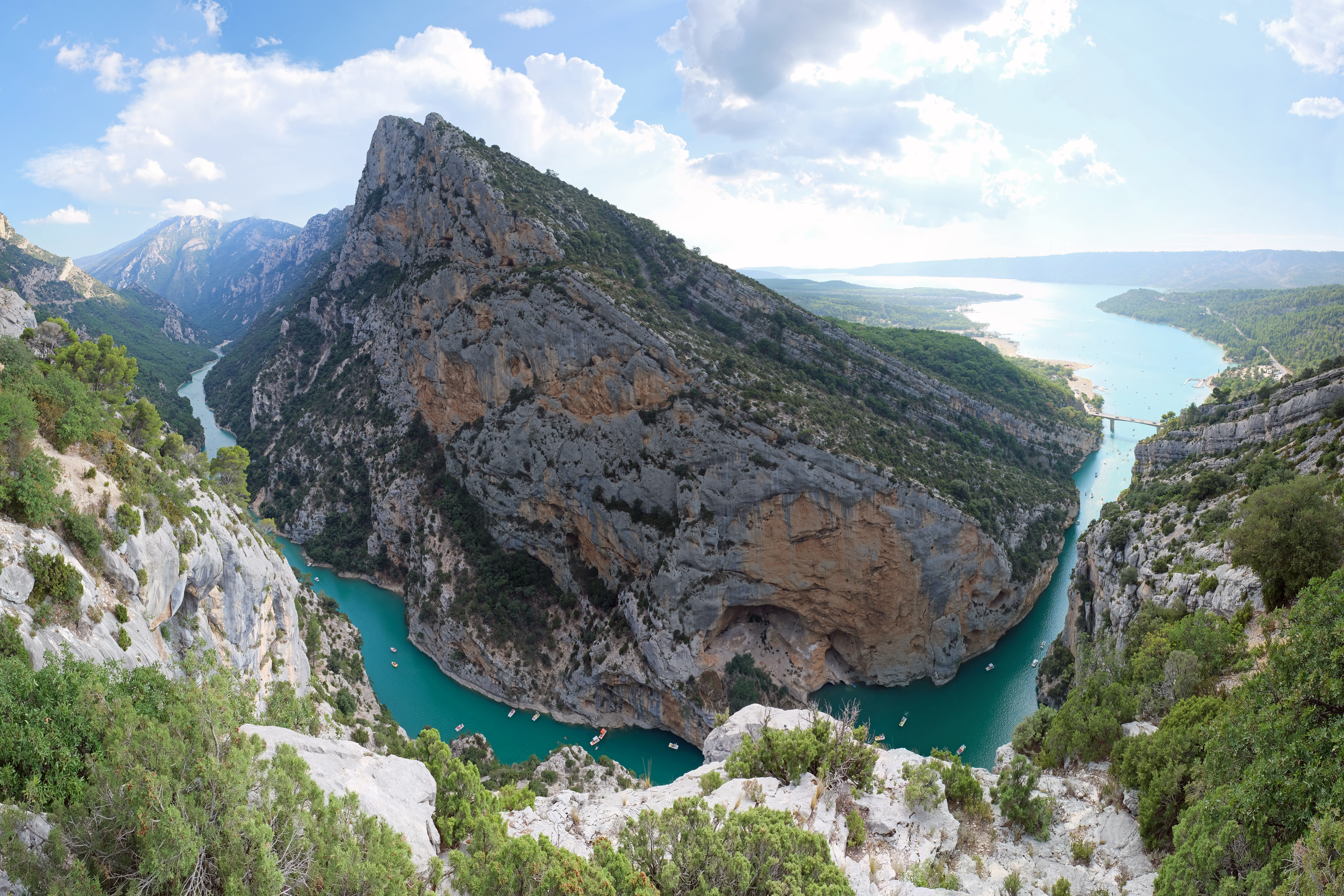